# 碳化硼
碳化硼（化學式B4C）是一種極硬的陶瓷材料，用於坦克車的裝甲、避彈衣和很多工業應用品中。它的摩氏硬度為9.3，並是繼金刚石、立方氮化硼、富勒烯化合物和钻石整体纤管後的第五種已知最硬的物質。
它在19世紀作爲金屬硼化物研究的副產品被發現，直到1930年代才被科學地研究。碳化硼可由电炉中用碳还原三氧化二硼（B2O3）制得。
碳化硼可以吸收大量的中子而不會形成任何放射性同位素，因此它在核能發電場裡它是很理想的中子吸收劑，而中子吸收劑主要是控制核分裂的速率。碳化硼在核反應爐裡主要是做成控制棒，但有的時候會因為要增加表面積而把它製成粉末狀。 

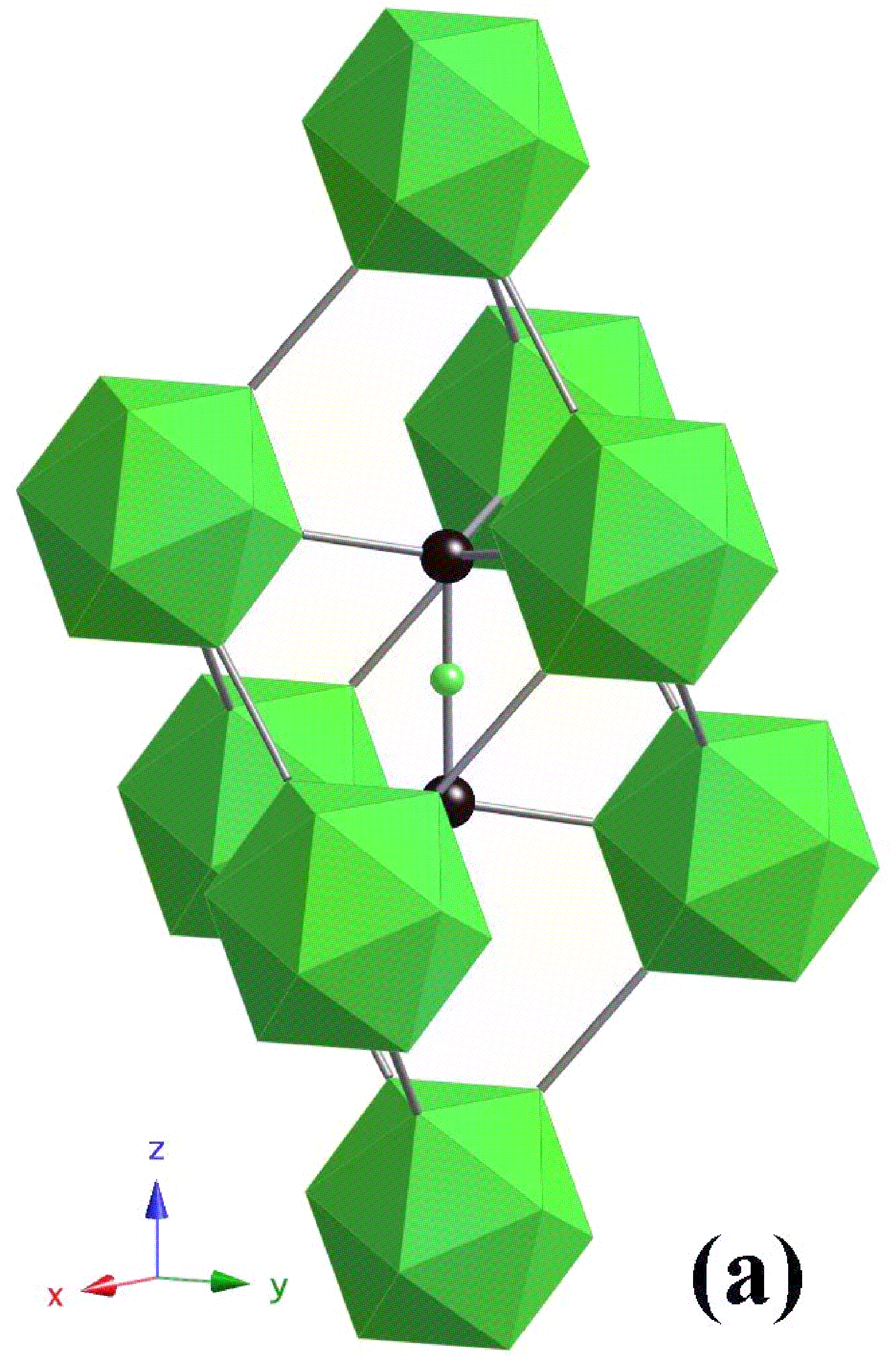
B_{4}C的结构基元，绿色的和正二十面体上的是硼原子，黑色的是碳原子。

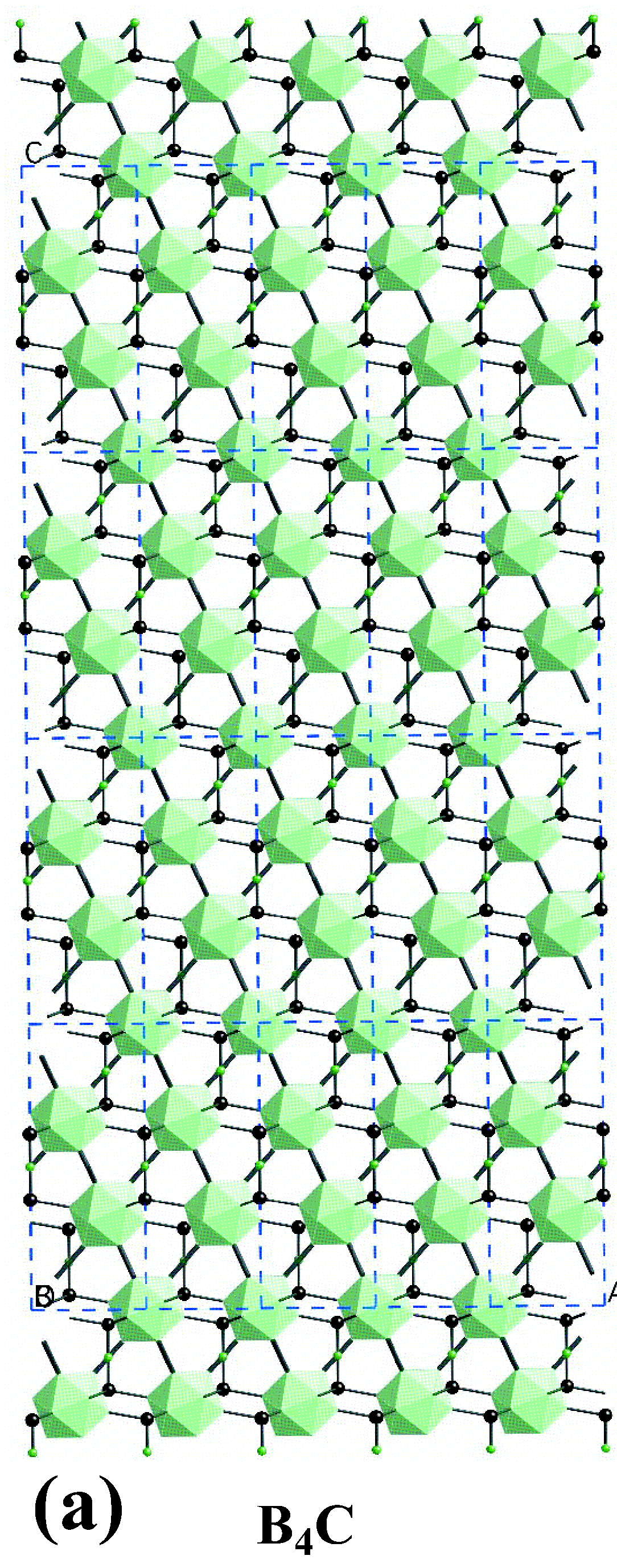
B_{4}C的部分晶体结构。

## 外部連結
- 硼及其化合物资料页
- 碳化硼—NIST数据库 （页面存档备份，存于）